# Heydar Aliyev-stiftelsen

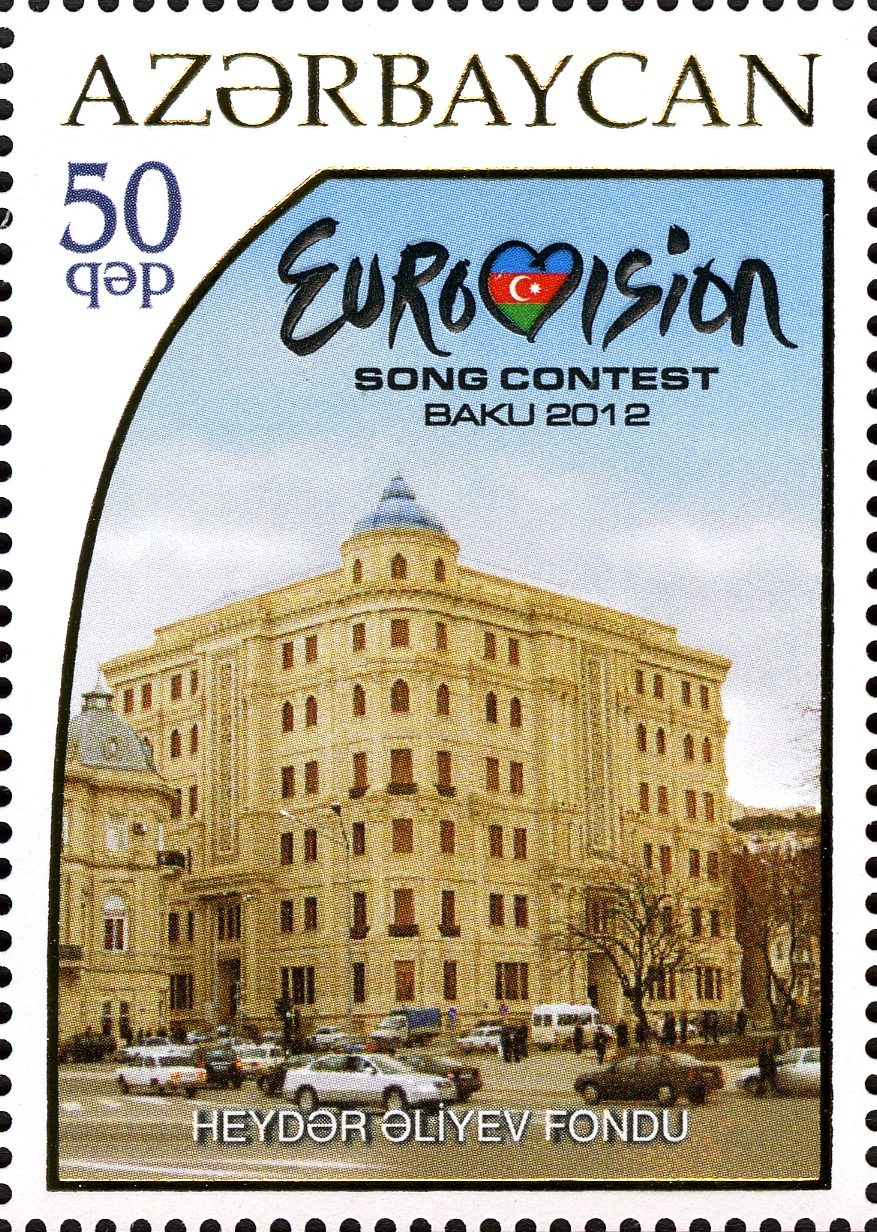
Stiftelsens huvudkontor visas på ett azerbajdzjanskt frimärke, 2012.

Heydar Aliyev-stiftelsen (azerbajdzjanska: Heydər Əliyev Fondu) är en privat stiftelse som leds av Azerbajdzjans första dam Mehriban Aliyeva. Stiftelsen är uppkallad efter Azerbajdzjans tidigare president, Heydar Aliyev – far till den sittande presidenten Ilham Aliyev. Stiftelsen har kritiserats för att inte vara transparent om sin ekonomi, och för att vara ett verktyg för korruption.

## Historia
Heydar Aliyev dog 2003 och stiftelsen grundades 2004 av Ilham Aliyev.

## Stiftelsens struktur
Heydar Aliyev-stiftelsen är en icke-statlig och icke-kommersiell organisation.
Representationskontoret samarbetar med olika länder på internationell nivå. Stiftelsens kontor finns utomlands, såsom USA, Ryssland, Rumänien och Turkiet.

## Aktiviteter
Enligt en artikel i EurasiaNet från 2009 "bygger Heydar Aliyev-stiftelsen fler skolor än Azerbajdzjans utbildningsministerium, fler sjukhus än hälsoministeriet och genomför fler kulturevenemang än kulturministeriet." Stiftelsen finansierade Moderna Konstmuseet Baku, avsett som ett fokus för en "ekokulturell zon" som också kommer att inkludera en vit sandstrand, en skyskrapa av Frank Gehry och en gångväg som skjuter ut över Kaspiska havet. Stiftelsen har sponsrat flera projekt i Frankrike och hjälpt till att finansiera renoveringar av Louvren och Versaillespalatset. Stiftelsen gav 40 000 euro för att hjälpa till att renovera målade glasfönster i Frankrikes Strasbourgkatedralen. År 2011 donerade stiftelsen 50 000 euro för rekonstruktionen av Berlins stadspalats.
Andra internationella projekt har inkluderat återuppbyggnaden av en skola i Pakistan som hade förstörts av en jordbävning och organisering av evenemang 2011 i Moskva och Sankt Petersburg för att visa upp azerbajdzjansk konst och musik.
Stiftelsen deltar i organisering och genomförande av musikfestivaler som "Gabalas Internationella Musikfestival", "Mughams Värld Festival", "Üzeyir Hajibeyovs Internationella Musikfestival" och "Mstislav Rostropovitj Bakus Internationella Festival". I maj 2021 återinförde stiftelsen "Kharibulbuls Internationella Folklorefestival" i Sjusja, 30 år sedan den senast ägde rum (1991). Festivalen fortsatte att firas under 2022.
Stiftelsen finansierade restaureringen av katakomberna i Vatikanen baserat på det avtal som undertecknades den 22 juni 2012 av stiftelsens ordförande, Mehriban Aliyeva, och Vatikanens kulturminister, kardinal Gianfranco Ravasi.
Mellan 2004 och 2014 publicerade stiftelsen ett flertal broschyrer och böcker som behandlade Azerbajdzjans historia, kultur, konst, mat och natur.